# Виноделие в Узбекистане

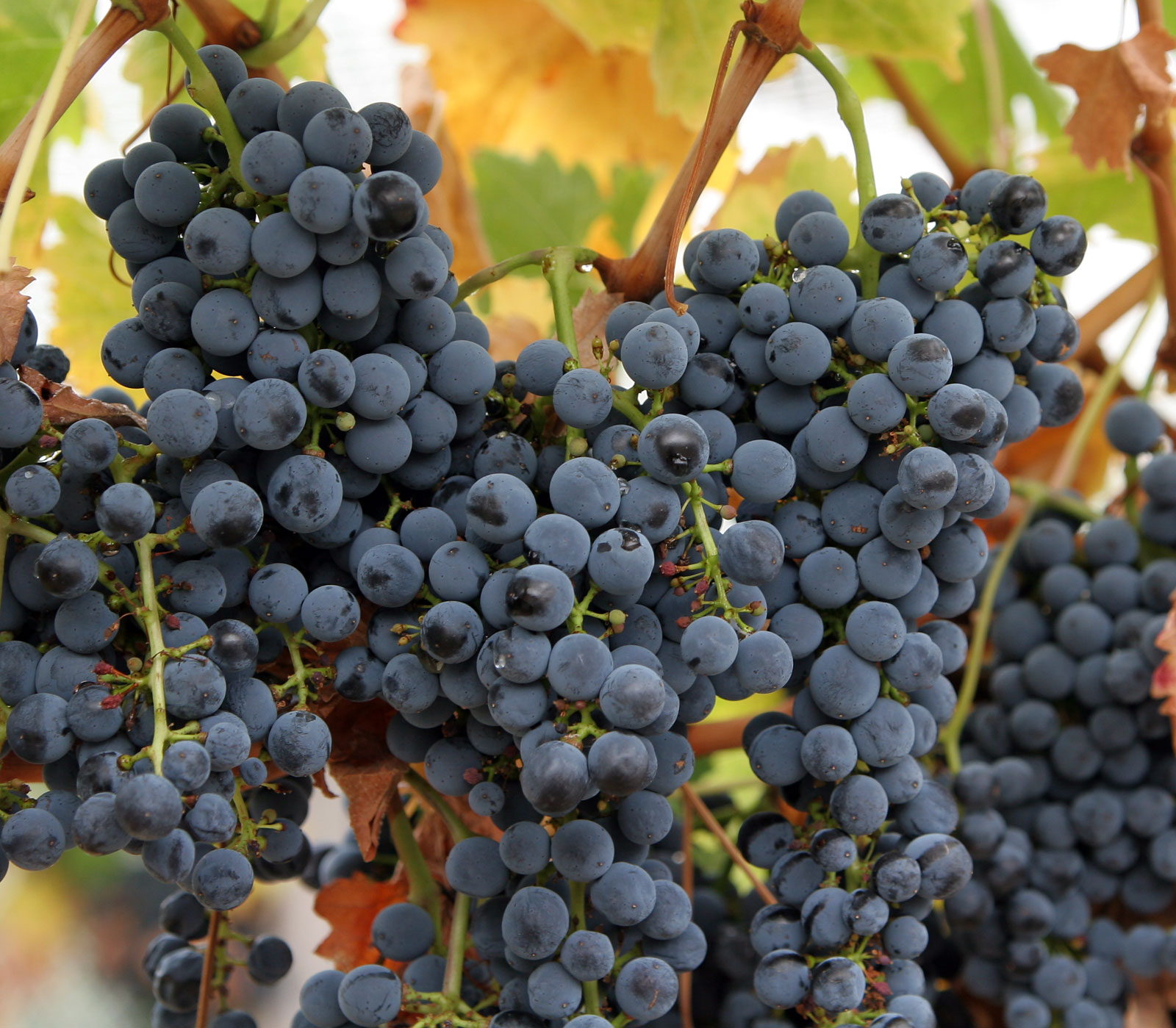
Красный виноград

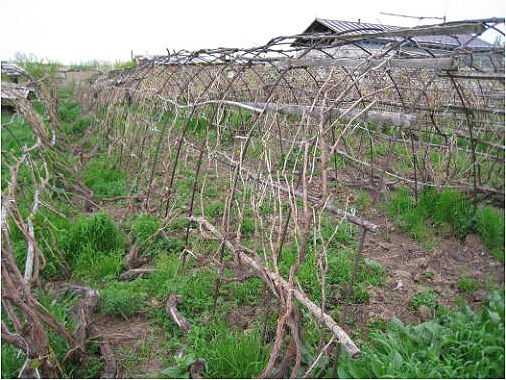
Плантация винограда в Узбекистане. Так называемое «туннельное выращивание»

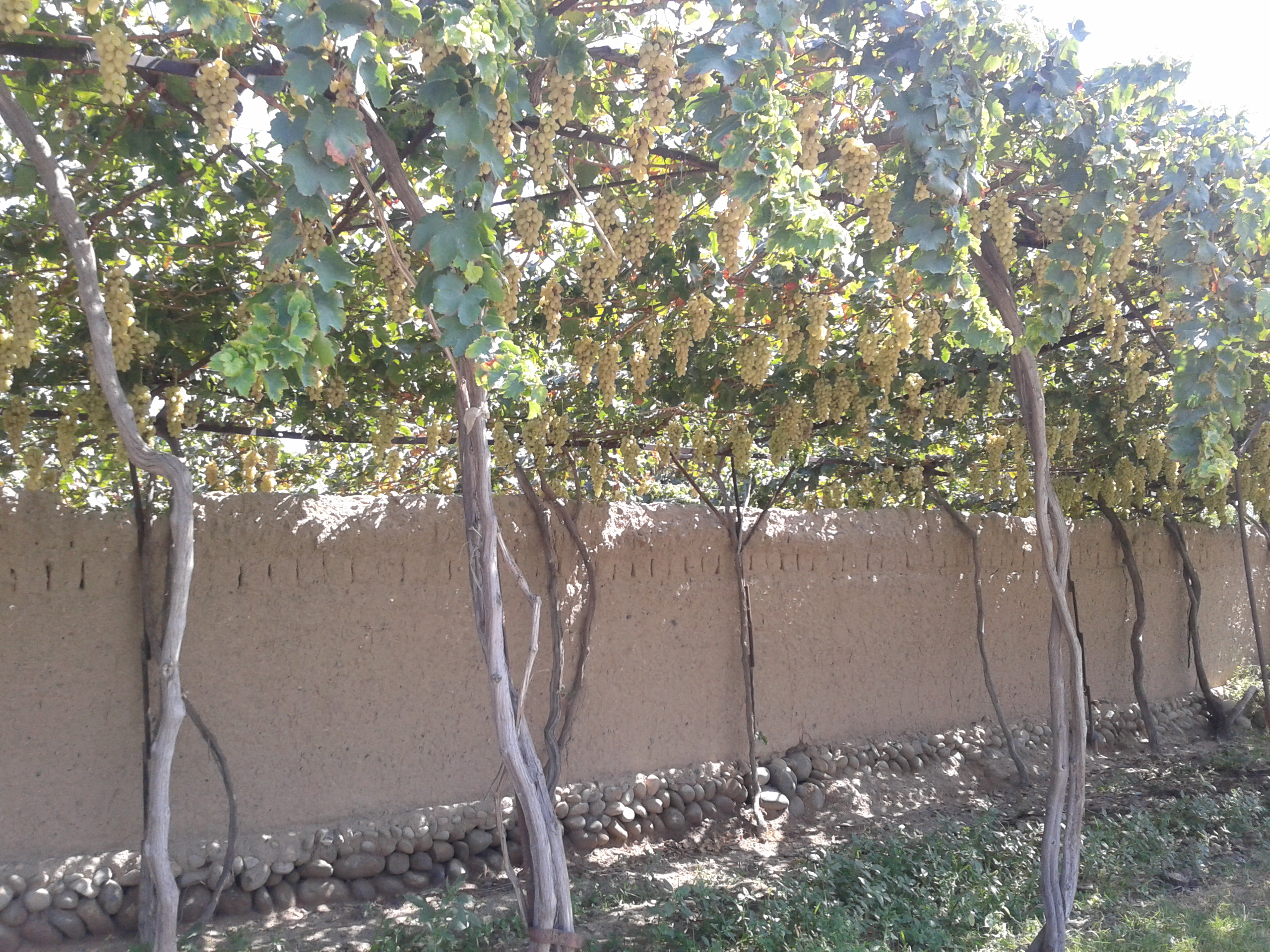
Виноградник в частном доме

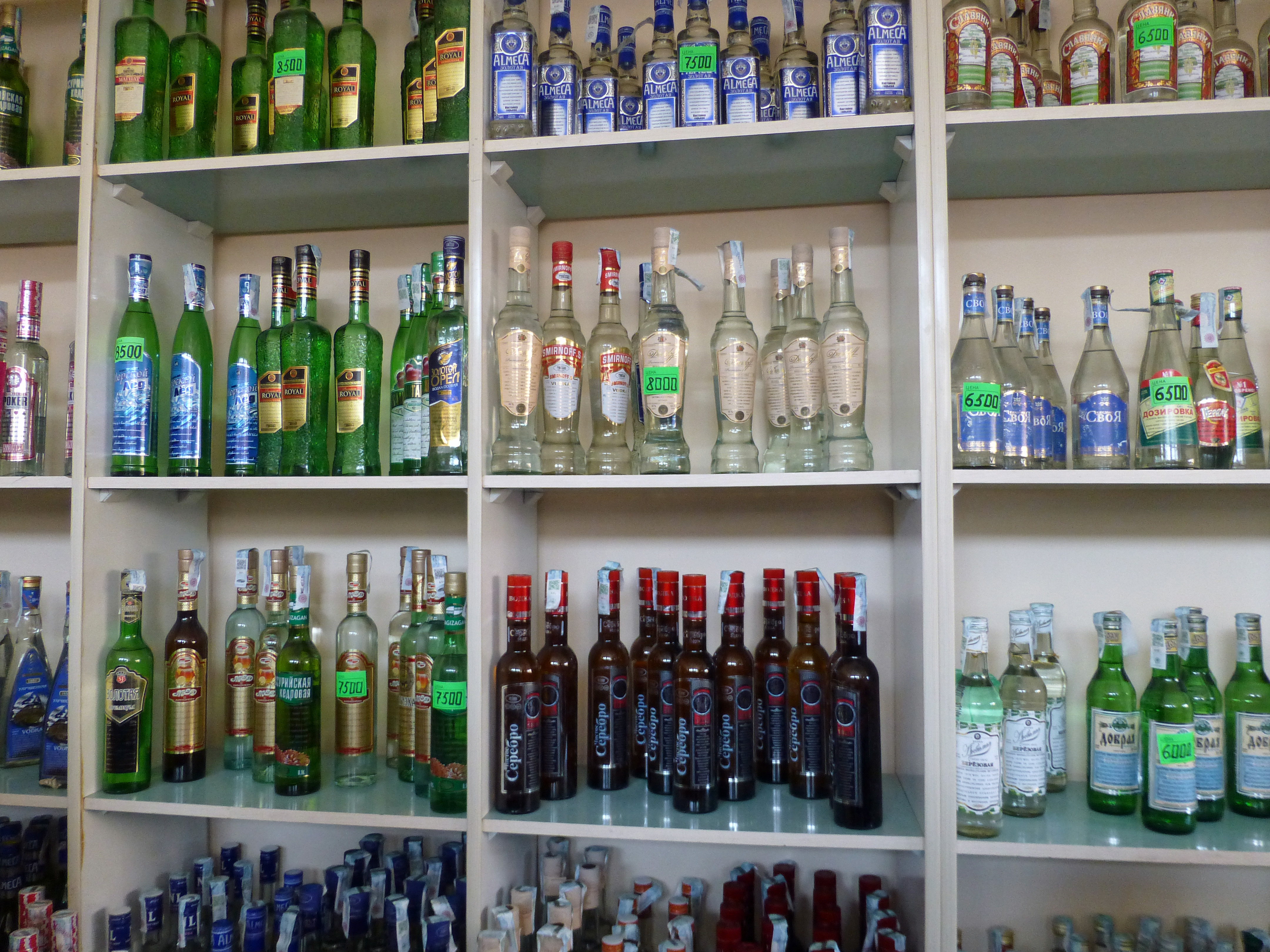
Винная и алкогольная продукция в Сиабском базаре Самарканда

Виноделие в Узбекистане (узб. Oʻzbekistonda vinochilik) — отрасль сельского хозяйства Узбекистана по производству вина и выращиванию винограда.

## Доисламский период
Географическое расположение, благоприятные климатические условия и большая площадь плодородных орошаемых земель дали развитию винодельческой промышленности и виноградарства на территории Узбекистана.
Производство вина на территории современного Узбекистана началось в древние времена. Геопалеонтологические и ампилографические исследования последних лет установило, что виноград в Средней Азии был введен в культуру около 6 тысяч лет тому назад, и что уже в те времена существовала достаточно высокая техника виноделия и выращивания винограда.
До исламизации среди народов Средней Азии был распространён зороастризм, почитающий вино. Священная книга зороастрийцев — «Авеста» — придаёт особое значение умножению благого материального бытия, стимулируя спектр занятий от сельского хозяйства до крупного купечества. Сюда относилось и виноградарство. Виноделие считалось благородным делом, а потребление вина выступало непременным ритуалом во всех торжественных случаях. Вино широко использовалось не только в обрядах зороастрийской религии, но и в любых торжествах, и даже обычной жизни.
Походы Александра Македонского в 327—329 годах до нашей эры в Персию, и, в дальнейшем, в Среднюю Азию, обеспечили возникновение греко-бактрийской культуры с её религиозными и морально-этническими концепциями. Это привело к новому всплеску и развитию местного виноградарства и виноделия, поскольку вино играло значительную роль в празднествах древних греков. Во II веке до нашей эры китайский посланник, посетивший многие места Средней Азии, подтверждает письменно, что в Фергане и во всех странах, расположенных на западе от неё, местное население делает вино из винограда. Путешественник пишет: «Они любят своё вино так же, как их кони любят люцерну. Жители искусно и на больших пространствах разводят виноград, и выдерживают его без порчи несколько десятков лет». О процветании местного виноделия свидетельствуют археологические находки: именные плиты — тарапан, крупные винохранилища — хумхона, множество больших и малых кувшинов с длинными сливами, керамические фляги с украшенными боками — мустахара, приспособленные для перевозки вина вьючным транспортом, а также священные тексты и старинные труды о вине.

## После утверждения ислама
Виноградарство и виноделие были развиты на плодородных землях Узбекистана вплоть до конца VII века. Существенные изменения внесли арабские завоевания и распространение ислама на территории Средней Азии. Мусульманская вера запрещает употребление вина и изготовление алкогольных напитков. Производство вина пришло в упадок.
Средневековый путешественник, венецианец Марко Поло, прошедший всю Среднюю Азию, писал в своём дневнике: «Самарканд, Бухара и другие великолепные города — это места, украшенные садами и виноградниками. Мне приходилось пить вино у местного населения. Этому вину был не один десяток лет, и оно поражало своим превосходным качеством. Подобного мне не доводилось пить ранее».

## Период в составе Российской Империи
Виноделие и виноградарство вновь начали развиваться в середине XIX века, после завоевания Средней Азии Российской империей.
В 1867 году купец первой гильдии И. И. Первушин построил в Ташкенте винокуренный завод. Впоследствии он стал сочетать спиртокурение с виноделием и добился успехов в производстве виноградных вин. Выпускаемые Первушиным вина поставлялись не только на внутренний, но и на внешний рынок.
В 1868 году торговец из центральной России по Дмитрий Филатов основал в Самарканде небольшое предприятие по производству вин. Вначале оно являлось небольшим, но приблизительно уже через 4 года на мировых винных конкурсах в Париже и Антверпене так называемое «Самаркандское виноградное вино Филатова» награждалось золотыми и серебряными медалями. Подобный успех дал стимул ещё большему развитию виноделия в регионе, и вскоре вино, изготовленное в Самарканде начало поступать к Императорскому двору Российской Империи. В 1904 году в Самарканде была открыта школа садоводства, виноградарства и виноделия, единственная во всём Туркестанском крае.

## Советский период
После Октябрьской революции государством были выделены значительные средства на реконструкцию самаркандского винного завода основанного Филатовым. Предприятие подверглось национализации, и вошло в государственный комитет виноградарства и виноделия СССР, что обусловило его модернизацию. В послереволюционный годы впервые в Средней Азии были построены монолитные железобетонные подвалы для выдержки марочных вин, закуплено новейшее по тем временам винное оборудование из Франции, доставлены дубовые ёмкости и бочки для хранения вин.
Тогда же был организован ряд плодово-виноградных хозяйств, где для новых посадок использовались лучшие столовые и винные сорта винограда. Были также налажены агрономическая служба и защита насаждений от вредителей и болезней. Началось улучшение в организации переработки винограда и увеличение мощностей винпунктов. На основе их в последующие годы были организованы самостоятельные винзаводы в  Бухаре, Китабе, Шахрисабзе, Денау, Янгиюле. В 1927 году в Самарканд приехал русский химик, профессор М. А. Ховренко. После его приезда были произведены существенные изменения заводских технологий приготовления и хранения вин. Учёный ставит виноделие в Самарканде на научно-исследовательскую основу, что вскоре даёт свои положительные плоды. По результатам исследований начинается культивация и создание новых сортов винограда, таких как фурминт, турига, дававших отличные результаты при изготовлении качественных вин «Гулякандоз», «Ширин», «Каберне ликёрное», «Алеатико», «Узбекистан» и «Фархад». Эти вина были впервые произведены на Самаркандском винном заводе и награждены золотыми и серебряными медалями на международных и всесоюзных конкурсах и дегустациях.
В 1930-е годы Самаркандский винный завод производил более 200 тысяч декалитров вина. В 1938 году на предприятии создан фонд-коллекция долголетней выдержки вин. Лучшие сорта вин были заложены в огромном количестве в подвалах-хранилищах Самарканда. В годы Великой Отечественной войны предприятие было перепрофилировано на производство технического спирта для нужд фронта. Выпуск винной продукции приостановился и возобновился лишь в 1946 году, после окончания войны. В послевоенное время производство на заводе испытало дальнейшую модернизацию. Впоследствии ручной труд заменили автоматические и полуавтоматические линии. В 1968 году, к своему столетнему юбилею, завод выпускал 20 наименований вин, 5 марок коньяка и 11 наименований ликёроводочных изделий.
По всей территории республики были определены микрорайоны, которые по своим природным условиям способны особенно благоприятно влиять на качество получаемых вин (в отношении тонкости их букета, свежести и гармонии вкуса). Технологическое изучение сортимента винограда в связи с рельефом местности и климатическими изменениями позволило составить винный ансамбль для получения столовых и игристых вин в предгорных и горных районах Чаткальского хребта, на северо-западе Ташкентской области. Из-за хорошего виноградного урожая и получаемых из него вин, эти места удостоились образного названия «Узбекская Шампань». Кроме того, технологическое и научное изучение сортов винограда показало, что на территории Узбекистана, по сравнению с другими виноградарскими регионами, лучше предоставляется возможность вырабатывать в одних и тех же условиях из одного и того же сорта различные типы вин в зависимости от сроков сбора винограда.
Новый технический поворот в винодельческой промышленности Узбекистана начался в 1956 году. В виноделии страны стали проявляться черты аграрно-промышленной интеграции. Основные производители — крупные хозяйства и заводы — в этот период объединились для производства винограда и превращения его в вино. В виноделии малопроизводительные устаревшие агрегаты заменялись новым технологическим оборудованием.
В 1980 году в Узбекистане было произведено 13,6 млн декалитров виноградного вина. В советский период на территории Узбекской ССР было сосредоточено 58 % площадей всех виноградных насаждений среднеазиатского региона, и производилось 85 % вырабатываемого в СССР кишмиша и изюма.

## Современность
В настоящее время Узбекистан является важнейшим производителем винограда и винной продукции в Средней Азии, по объёму производства Узбекистан занимает одно из ведущих мест на постсоветском пространстве, наряду с Арменией, Грузией и Молдавией. На сегодняшний день в республике функционирует множество компаний и заводов по производству вина и алкогольной продукции. Крупнейшие из них расположены в Самарканде и Ташкенте.
В Самарканде действует музей виноделия при Винзаводе им. Ховренко.